# One Tree Hill
För andra betydelser, se One Tree Hill (olika betydelser).
One Tree Hill är en amerikansk serie som började sändas 2003. Lucas och Nathan Scott är halvbröder, men de lever väldigt olika liv. De har aldrig känts vid varandra och vill inte göra det heller. Lucas lever ensam med sin mamma Karen eftersom brödernas pappa Dan lämnat dem innan Lucas blev född. Nathan är stjärnan i skolans basketlag men pressas hårt av sin pappa som själv var en stor talang när han var ung.

## Handling
Lucas och Nathan Scott är halvbröder, men de lever väldigt olika liv. De har aldrig känts vid varandra och vill inte göra det heller. Lucas lever ensam med sin mamma Karen eftersom brödernas pappa Dan lämnat dem innan Lucas blivit född. Karen äger ett eget café och det är det de livnär sig på.
Nathan å andra sidan lever ett ganska lyxigt liv med pappa Dan och mamma Deb i ett stort fint hus. Nathan är stjärnan i skolans basketlag men pressas hårt av sin pappa som själv var en stor talang när han var ung. Hade det inte varit för hans beslut att inte rehabträna sitt skadade knä hade han säkerligen haft ett antal år av professionell basketboll bakom sig. Detta ångrar han mest av allt i sitt liv och försöker istället leva det genom Nathan. Senare händer något som gör att Nathan och Dan blir osams. En dag händer något som gör att Lucas och Nathan inte längre kan undvika varandra - och som också kräver att de kan komma överens med varandra. Serien handlar om Lucas och Nathans liv där Peyton, Brooke och Haley är inblandade, samt farbrodern Keith och mamman Karen.
Serien är inspelad i Wilmington, North Carolina och sjätte säsongen sändes 2008/2009. Den hade svensk premiär på Kanal 5 den 22 augusti 2004.
The CW har beslutat att en sjunde säsong kommer att spelas in, dock kommer varken Chad Michael Murray eller Hilarie Burton att medverka. Säsong 9 blir seriens sista säsong. Chad Michael Murray kommer tillbaka i ett avsnitt i sista säsongen, även Barbara Alyn Woods och Tyler Hilton kommer tillbaka.

## Rollfigurer

### Huvudroller

#### Lucas Scott
Lucas Scott - Chad Michael Murray: Lucas är den förlorade sonen till Dan. Dan har aldrig accepterat Lucas som sin son och har därför aldrig sett honom växa upp. Ändå var Dans bror Keith en fadersgestalt för Lucas under hans uppväxt, då Keith fortfarande behöll sin vänskap med Lucas mamma Karen efter High School. Lucas och Nathan är till en början värsta fiender men lär sig med tiden att acceptera varandra. Lucas har en bästa vän, Haley, som han har känt sedan barnsben. Lucas har varit tillsammans med både Brooke och Peyton, vilket har skapat en del problem mellan de tre. Lucas har ett allvarligt hjärtfel, hypertrophic cardiomyopathy (HCM). Förutom basket är Lucas passion i livet att skriva, vilket senare får honom att ge ut en bok om livet i Tree Hill. I säsong fem är han en ganska berömd författare och han är också tränare för sitt gamla basketlag "Ravens" på Tree Hill High. Han är tillsammans med Lindsey, vilket skapar en del problem mellan Lindsey och Peyton, hans största kärlek i livet. Lucas skriver en andra bok i säsong fem som heter The Comet. Oturligt nog missförstår Lindsey titeln och tror att Lucas fortfarande är kär i Peyton, eftersom Peytons bil är en Comet. Lindsey anklagar Lucas för detta på deras bröllop och ger sig sedan av. Detta krossar Lucas hjärta men efter ett samtal med Haley inser han att han fortfarande älskar Peyton och de förlovar sig.

#### Nathan Scott
Nathan Scott - James Lafferty: Nathan är sonen som Dan uppfostrade och levde med, men Nathans relation till sina föräldrar är inte den bästa. I säsong ett gifter sig Nathan med Haley, endast 17 år gamla, de gifter sig även igen i säsong 3 för att ha ett riktigt bröllop. I säsong fyra blir Nathan pappa till sin och Haleys son James. Nathan är under High school-perioden stjärnan i basketlaget "Ravens". Basket har alltid varit hans största passion, men i säsong fem hamnar han i rullstol efter ett bråk och hans drömmar krossas nästan, tills han lär sig att gå igen. Han börjar senare att spela Slamball, som är ungefär som basket, men när han är med om en liknande olycka som den som orsakade att han fick sitta i rullstol, vill Jamie att han ska sluta.
Senare värvas Nathan av The Charleston Chiefs och efter att ha spelat där plockas han upp i NBA av The Charlotte Bobcats. I säsong nio blir Nathan kidnappad av ett gäng. Polisen gör ingenting eftersom en av poliserna är inblandad. Men Nathans pappa Dan lyckas lista ut vilka de är och när han räddar Nathan och de är på väg ut ur byggnaden skjuter en av gängmedlemmarna på Nathan, men då ställer Dan sig i vägen, och träffas och dör.

#### Peyton Sawyer Scott
Peyton Scott - Hilarie Burton: Peytons två största passioner i livet är konst och musik. I säsong ett är hon tillsammans med Nathan Scott, de har ett stormigt förhållande som dock tar slut efter bara några avsnitt efter att Peyton förstår hur illa Nathan behandlar sin bror Lucas. Man får reda på att Peytons mamma Anna Sawyer dog i en bilolycka när hon körde mot rött ljus, som visas i säsong ett när Peyton gör samma sak och verkar upprörd över att ingenting händer med henne. I säsong tre visar det sig till hennes förvåning att hon är adopterad av sin far, Larry Sawyer och sin döda mamma, Anna Sawyer. Hon träffar under säsong fyra sin biologiska mamma Ellie som senare dör i bröstcancer, och sin bror Derek. Det är också i säsong fyra Peyton erkänner sina känslor för Lucas och de blir tillsammans men deras förhållande spricker mellan säsong fyra och fem, på grund av att Peyton sa nej när Lucas friade till henne. Peyton inleder ett nytt förhållande med Julian Baker som hon senare måste förklara när hon återvänder hem till Tree Hill. I samband med att hon kommer hem startar hon ett skivbolag (Red Bedrom Records) och får sin första artist (Mia Catalano). Under säsong sex träffar Peyton också sin biologiska pappa, Mick Wolf. Peyton blir tillsammans med Lucas igen. Och hon får snart reda på att hon är gravid. Dock blir graviditeten allt annat än lugn då hon har Placenta Previa, ett tillstånd då moderkakan ligger för långt ner. Detta kan vara dödligt, och kan bland annat leda till kraftiga blödningar. Lucas vill att de ska göra abort, men det vill inte Peyton, och de bestämmer till slut att de ska behålla barnet. Alla går som på nålar efter det, och Peyton förbereder sig för det värsta, något som gör Lucas speciellt arg när han ser att hon spelar in en video för att säga förlåt till deras barn för att hon dött. Lucas och Peyton har under den här tiden varit förlovade sedan sista avsnittet av säsong fem, då han friade till henne från flygplatsen men de gifter sig inte förrän sent i säsong sex. Efter bröllopet, då Haley vigt dem, får Peyton kraftiga blödningar och hon tas till sjukhuset. Via kejsarsnitt förlöses deras dotter Sawyer Brooke Scott, Sawyer efter Peytons flicknamn och Brooke efter Peytons bästa vän Brooke Davis. Peyton är efter det medvetslös i två veckor men hon vaknar till slut. Och i sista avsnittet av säsong sex ser man hur hon, Lucas och Sawyer lämnar Tree Hill.

#### Haley James Scott
Haley James Scott (tidigare James) - Bethany Joy Galeotti: Haley är Lucas bästa vän, Nathans fru och Jamies mamma. Hon är väldigt intelligent och har en hög moral. I säsong två, då hon ännu inte blivit mamma, lämnar hon Nathan och Tree Hill för att följa sin dröm och bli rockstjärna, men återvänder då hon inser att hennes äktenskap betyder mer. I säsong fyra blir hon gravid och oroar sig för att bli tonårsmamma. Och i slutet av säsong fyra blir hon mamma till sonen James. Hon blir också lärare på Tree Hill High (skolan hon gick på).
I säsong fem börjar hon spela in en skiva tillsammans med Peyton på Peytons skivbolag. I säsong sju dör hennes mamma Lydia i cancer och hon blir väldigt dyster i många veckor. I säsong åtta får hon sitt andra barn Lydia, som är döpt efter Haleys mamma.

#### Brooke Davis Baker
Brooke Davis Baker (tidigare Davis) - Sophia Bush: I High School var Brooke ledare för Cheerleadergruppen. Hon är en vild och flirtig tjej, som har varit tillsammans med Lucas två gånger utan att det har fungerat. I säsong tre börjar hon så smått göra sitt eget klädmärke "Clothes over Bros". I säsong fem har är det ett stort klädmärke världen över. Men trots sin succé är hon inte lycklig och hon återvänder tillsammans med Peyton till Tree Hill och öppnar en affär som säljer hennes eget märke i Karens före detta café. I säsong fem vill Brooke adoptera ett barn eftersom hon känner sig ensam och vill ha en familj. Hon får ta hand om en liten bebis som ska opereras och hon blir väldigt fäst vid henne. Men när operationen är klar måste Brooke skicka tillbaka henne. Sedan adopterar Brooke en flicka i Haleys skolklass efter att det visat sig att hon bor på ett fosterhem. Men det blir inte riktigt lika enkelt som Brooke tänkt sig. Sam, flickan som Brooke adopterar, visar sig vara lite av en Brooke som yngre. Men när Brooke lär känna henne går det bättre ända tills adoptionsbyrån hör av sig till Brooke och Sam oroar sig för att bli utkastad. Brooke träffar Julian Baker men Brooke vågar inte släppa in någon annan i sitt liv mer än Sam. Men när Sam söker upp sin biologiska mamma blir Brooke ensam och tar första bästa flygplan till L.A. Och då startar hon och Julian en relation som brister när han börjar jobba med Brookes ena modell. Brooke börjar tvivla på Julian för den modellen är lite som Brooke själv var i high school. Men det går bra och senare gifter sig Brooke och Julian. Brooke vill gärna ha barn men får senare höra av sin läkare att hon inte kan bli gravid. Hon blir senare mirakulöst gravid och Brooke och Julian får tvillingarna Davis och Jude Baker i säsong åtta.

### Övriga roller
- Jackson Brundage - James Lucas "Jamie" Scott
- Paul Johansson - Daniel "Danny" "Dan" Scott
- Barbara Alyn Woods - Debroah "Deb" Scott
- Barry Corbin - Coach Brian "Whitey" Durham
- Craig Sheffer - Keith Scott
- Moira Kelly - Karen Roe
- Lee Norris - Marvin "Mouth" McFadden
- Danneel Harris - Rachel Gatina
- Antwon Tanner - Antwon "Skills" Taylor
- Lisa Goldstein - Millicent "Millie" Huxtable
- Daphne Zuniga - Victoria Davis
- Tyler Hilton - Chris Keller
- Maria Menounos - Jules
- Bevin Prince - Bevin Mirskey
- Bryan Greenberg - Jake Jagielski
- Brett Claywell - Tim Smith
- Vaughn Wilson - Fergie
- Cullen Moss - Junk
- Shawn Shepard - Principal Turner
- Kieren Hutchison - Andy Hargrove
- Daniella Alonso - Anna Taggaro
- Michael Copon - Felix Taggaro
- Emmanuelle Vaugier - Nicki
- Stephen Colletti - Chase Adams
- Elisabeth Harnois - Shelley Simon
- Peter Wentz - Som sig själv
- Torrey Devitto - Carrie
- Michaela McManus - Lindsey Strauss
- Kate Voegele - Mia Catalano
- Kelly Collins Lintz - Alice Day
- Robbie Jones - Quentin Fields
- Kevin Federline - Jason
- Joe Manganiello - Owen
- Mark Schwahn - Max
- Rick Fox - Daunte Jones
- Ashley Rickards - Samantha "Sam" Walker
- Kelsey Chow - Gigi Silveri
- John Doe - Mike Wolf
- Patrik Stogner - Keith som barn
- Julianna Guill - Ashley
- Austin Nichols - Julian Baker
- Shantel VanSanten - Quinn James
- Robert Buckley - Clayton "Clay" Evans
- Jana Kramer - Alex Dupre (egentligen Alice Whitehead)
- Chelsea Kane - Tara
- Lindsey McKeon - Taylor James
- Evan Peters - Jack Daniels
- Gregory Harrison - Paul Norris

### Gästartister
Förutom att bara ha populär indiemusik i serien medverkar också många artister i några avsnitt. Serien har använt sig av de två musikinspirerade karaktärerna (Peyton och Haley) för att integrera musikhandlingar i serien. De flesta musikframträdandena har skett i klubben 'TRIC' eller på 'Karen's Café'. Säsongen med flest framträdande är säsong 3, vilket även fick det andra soundtracket.  
- Bethany Joy Galeotti : Haley James Scott, huvudroll i serien.
- Bryan Greenberg : Jake Jagielski, återkommande rollfigur under säsong 1 - 3.
- Tyler Hilton : Chris Keller, återkommande roll under säsong 2 - 4 och säsong 9.
- Gavin DeGraw avsnitt: 1.10 "You Gotta Go There To Come Back"
- Sheryl Crow avsnitt: 1.16 "The First Cut Is The Deepest"
- The Wreckers avsnitt: 2.13 "The Hero Dies In This One"
- Jimmy Eat World avsnitt: 2.22 "The Tide That Left And Never Came Back"
- Fall Out Boy avsnitt: 3.04 "An Attempt To Tip The Scales" and Episode: 3.15 "Just Watch The Fireworks"
- Nada Surf avsnitt: 3.11 "Return Of The Future"
- Jack's Mannequin avsnitt: 3.15 "Just Watch The Fireworks"
- Michelle Featherstone avsnitt: 3.22 "The Show Must Go On"
- Lupe Fiasco avsnitt: 4.04 "Can't Stop This Thing We Started"
- Within Reason avsnitt: 4.16 "You Call It Madness, But I Call It Love"
- The Honorary Title avsnitt: 5.07 "In da Club"
- John Doe avsnitt: 6.04 "Bridge Over Troubled Water"
- Grace Potter avsnitt: 6.07 "Messin' With the Kid"
- Enation avsnitt: 6.10 "Even Fairy Tale Characters Would Be Jealous" Backade upp Bethany Joy Galeotti under låten Feel This
- Angels & Airwaves avsnitt: 6.10 "Even Fairy Tale Characters Would Be Jealous"
- Everly avsnitt: 6.11 "We Three, My Echo, My Shadow And Me"
- Kate Voegele : Mia Catalano , återkommande roll under säsong 5 - 7.

## DVD-utgåvor
Säsongerna 1 till 5 av One Tree Hill har släppts på DVD i regionerna 1, 2 och 4. DVD-utgåvorna brukar innehålla kommentarer av skådespelarna och Mark på ett utvalt antal episoder, raderade scener, skämtrullar och några featurettes.
| Slutförda säsonger | Släppningsdatum   | Släppningsdatum           | Släppningsdatum       |
| Slutförda säsonger | Region 1 (USA)    | Region 2 (Storbritannien) | Region 4 (Australien) |
| ------------------ | ----------------- | ------------------------- | --------------------- |
| Första säsongen    | 25 januari 2005   | 5 september 2005          | 1 februari 2006       |
| Andra säsongen     | 13 september 2005 | 10 april 2006             | 6 september 2006      |
| Tredje säsongen    | 26 september 2006 | 23 oktober 2006           | 4 juli 2007           |
| Fjärde säsongen    | 18 december 2007  | 7 april 2008              | 4 juni 2008           |
| Femte säsongen     | 26 augusti 2008   | 6 oktober 2008            | 1 april 2009          |
| Sjätte säsongen    | 25 augusti 2009   | 5 oktober 2009            | 7 oktober 2009        |
| Sjunde säsongen    | 17 augusti 2010   | 11 oktober 2010           | TBA                   |

Musik från serien finns utgiven på CD med titlarna One Tree Hill, Friends With Benefit och The Road Mix.